# Harvey, Western Australia
Harvey är en ort i South West i Western Australia längs South Western Highway, 140 km söder om Perth, mellan Pinjarra och Bunbury. Harvey hade ett invånarantal på 3 315 personer (2016).